# Bambel Baru
Bambel Baru is een bestuurslaag in het regentschap Aceh Tenggara van de provincie Atjeh, Indonesië. Bambel Baru telt 614 inwoners (volkstelling 2010).